# Anna Kareninová (překladatelka)
Anna Kareninová (také Anna Kareninová-Fureková, * 28. března 1954, Praha, Československo) je překladatelka, autorka rozhlasových literárních pořadů, článků a doslovů, zabývá se rovněž filmovými překlady. Rodiče byli operními pěvci a manželem básník Petr Kabeš.

## Osobní život
Překladatelka, autorka rozhlasových literárních pořadů, autorka četných článků a doslovů, zabývá se dlouhodobě překlady filmovými. Kromě jiných ocenění je nositelkou ceny Magnesia Litera 2003 za překlad knihy Louise-Ferdinanda Célina Klaun’s band a ceny Francouzského velvyslanectví za přínos ke zpřístupnění francouzské literatury v Čechách, ceny DILIA za dosavadní uměleckou činnost a dabingové ceny za překlad a úpravu dialogů, rozhlasové ceny za pořad o Ezru Poundovi. V roce 2011 vydala knihu Céline v Čechách. Byla redaktorkou a nakonec šéfredaktorkou nakladatelství Odeon (1984–1994), 1991–1996 šéfredaktorkou revue Světová literatura, 1995–1996 šéfredaktorkou nakladatelství Český spisovatel. Od 90. let studijně pobývala v Itálii, Francii, USA a Velké Británii. Poté se rozhodla plně věnovat literárním překladům, v próze především románům Louise-Ferdinanda Célina, v poezii dílu Ezry Pounda. Kromě knižních překladů, které doprovodila vlastními doslovy a komentáři (Marguerite Durasová, Guillaume Apollinaire, Nathalie Sarrautová, Tommaso Landolfi, René Char, Tom Stoppard, Michel de Ghelderode, Louis-Ferdinand Céline, Ezra Pound) je překladatelkou a autorkou dialogů a podtitulků více než tří set filmů, vytvořila filmové překlady ke snímkům významných světových režisérů, včetně Federica Felliniho, Petera Greenawaye a Françoise Truffauta. Vytvořila i české verze operních libret. Zabývá se i dramaturgií a výukou literárních filmových překladů.

## Překlady
Překládá především z francouzštiny, ale také z italštiny a angličtiny.
- Guillaume Apollinaire: Zavražděný básník (1993)
- Michel Braudeau: Fotograf od Zlaté ruky (1985)
- Louis-Ferdinand Céline: Od zámku k zámku (1996), Sever (1997), Skočná (1998), Klaun's band I (2001), Klaun's band II (2002), Féerie pro jindy I (2012), Féerie pro jindy II (2014), Cesta na konec noci (2018)
- René Char: Zápisky Hypnovy. Výslovný úděl (2000)
- Marguerite Duras: Milenec (1989), Bolest (1990), Hmatatelný život (1994), Anglická milenka (1996), Psát (2002)
- Annie Ernauxová: Místo / Obyčejná žena (1995)
- François Gibault: Céline: Čas nadějí (2006)
- Annie Girardotová a Marie-Thérese Cuny: Slova žen (1987)
- Michel de Ghelderode: Sochy aneb Nemocná zahrada (1998)
- Milan Kundera: Slavnost bezvýznamnosti (2020), Nevědění (2021), Unesený Západ (2023), Totožnost (2024)
- Tommaso Landolfi: Rozprava o vyšších systémech aneb Švábí moře (1997)
- Ezra Pound: Cantos (čtyři svazky, 2002–2017), ABC četby (2004)
- Tom Stoppard a Marc Norman: Zamilovaný Shakespeare (scénář, 1998)
- Nathalie Sarrautová: Dětství / Mezi životem a smrtí (1990)

## Ocenění
- 2001 – uznání poroty v kategorii literárních pořadů na Prix Bohemia za rozhlasový komponovaný pořad o Ezru Poundovi (Chtěl bych napsat ráj)
- 2003 – ocenění Magnesia Litera za překlad knihy Louise Ferdinanda Célina Klaun's band
- 2003 – cena Francouzského velvyslanectví za přínos ke zpřístupnění francouzské literatury v Česku
- 2013 – cena Jednoty tlumočníků a překladatelů za vytvoření slovesné stránky dabovaného díla
- 2013 – cena DILIA za dosavadní uměleckou činnost
- 2018 – cena Revolver Revue[7][8]
- 2019 – Státní cena za překladatelské dílo[9]
- 2021 – cena FITES za celoživotní mistrovství v dabingu
- 2021 – Rytíř Řádu umění a literatury (Chevalier de l'Ordre des Arts et des Lettres)[10]